# NGC 2467

NGC 2467 và khu vực xung quanh, from European Southern Observatory.

NGC 2467 là một vùng hình thành sao với bề ngoài nhìn bằng mắt thường trông giống như biểu tượng đầu lâu xương chéo nên còn được gọi là tinh vân đầu lâu xương chéo hoặc giống như một con khỉ mặt chó đầy màu sắc. Nằm trong chòm sao phía nam Thuyền Vĩ (Puppis), nó có chứa các cụm sao mở Haffner 18 (trung tâm) và Haffner 19 (giữa bên phải: nằm bên trong "mắt" màu hồng nhỏ hơn), cũng như các khu vực rộng lớn của khí ion hóa. Các ngôi sao sáng ở trung tâm của khu vực màu hồng lớn nhất là HD64315, một ngôi sao trẻ lớn có kiểu quang phổ O6 giúp định hình cấu trúc toàn bộ khu vực toàn bộ tinh vân.
1. ↑  Jeff Barbour; Tammy Plotner. What's Up 2006 - 365 Days of Skywatching. Lulu. tr. 81.